# سکونخا
سکونخا (پارسی باستان: 𐎿𐎤𐎢𐎧 Skuⁿxa)، پادشاه Sakā tigraxaudā («سکاهایی که کلاه‌ نوک‌تیز می‌پوشند») — یکی از شاخه‌های سکاها — در سدهٔ ششم پیش از میلاد بود.

## نام
نام Skuⁿxa احتمالاً با واژه‌ای در زبان آسی مرتبط است به‌معنای «برجسته بودن یا تمایز داشتن» که در گویش دیگوری به‌صورت æsk’wænxun (ӕскъуӕнхун) و در گویش ایرونی به‌شکل skₒyxyn (скуыхын) ثبت شده‌است.

## اسارت
در سال ۵۱۹ پیش از میلاد، داریوش یکم، شاهنشاه شاهنشاهی هخامنشی، به قبیلهٔ سکاها حمله کرد و شاه آنان، سکونخا، را اسیر نمود. اسارت او در نقش‌برجستهٔ کتیبه بیستون به تصویر کشیده شده‌است، جایی که او به‌عنوان آخرین نفر در ردیف «شاهان شکست‌خورده» دیده می‌شود. پس از شکست او، داریوش یکی از رؤسای دیگر قبایل سکا را به جای او منصوب کرد.